# Сибиркин, Пётр Андреевич
Пётр Андреевич Сибиркин (13 июля 1923 — 9 сентября 1971) — командир эскадрильи 110-го гвардейского штурмового авиационного полка 6-й гвардейской штурмовой авиационной дивизии 2-го гвардейского штурмового авиационного корпуса 2-й воздушной армии 1-го Украинского фронта, гвардии капитан. Герой Советского Союза.

## Биография
Родился 13 июля 1923 года в городе Георгиевск Ставропольского края.
В 1940 году призван в ряды Красной Армии. В 1941 году окончил Таганрогскую военную авиационную школу пилотов и был оставлен в ней инструктором. В боях Великой Отечественной войны с декабря 1942 года. Воевал на 1-м Украинском фронте.
Командир эскадрильи 110-го гвардейского штурмового авиационного полка гвардии капитан П. А. Сибиркин совершил 109 боевых вылетов на бомбардировку скоплений живой силы и техники немецко-фашистских войск, нанеся противнику значительный урон.
Указом Президиума Верховного Совета СССР от 27 июня 1945 года за образцовое выполнение боевых заданий командования по уничтожению живой силы и техники противника и проявленные при этом мужество и героизм гвардии капитану Петру Андреевичу Сибиркину присвоено звание Героя Советского Союза с вручением ордена Ленина и медали «Золотая Звезда».
Скончался 9 сентября 1971 года. Похоронен в Ялте на Старом городском кладбище.